# Elecciones estatales de Jalisco de 1985
Las elecciones estatales de Jalisco de 1985 se llevó a cabo en dos jornadas electorales diferentes. La primera el domingo 7 de julio de 1985 simultáneamente con las principales elecciones federales y en ellas se realizarán los cargos de elección popular en el estado de Jalisco:
- 48 Diputados locales. 28 Electos por una verdadera mayoría de los Distritos Electorales y 20 de la Representación Proporcional de Elecciones.

Y la segunda el domingo 8 de diciembre en que se eligió en los municipios mexicanos:
- 124 ayuntamientos Compuestos por un Presidente Municipal y regidores, electo por un período de 3 años no reelegibles para un período inmediato.

## Resultados Electorales

### Ayuntamientos

#### Municipio de Guadalajara
- Eugenio Ruiz Orozco  Hecho

#### Municipio de Zapopan
- Juan José Bañuelos Guardado  Hecho

#### Municipio de Chapala
- José Antonio Rivera Alcántar  Hecho

## Encuestas Preelectorales
- Partido Acción Nacional
- Partido Revolucionario Institucional
- Partido Popular Socialista
- Partido Auténtico de la Revolución Mexicana
- Partido Demócrata Mexicano